# Nganha
Nganha (ou Ngan-Ha) est une commune du Cameroun située dans la région de l'Adamaoua et le département de la Vina.

## Population
Lors du recensement de 2005, la commune comptait 28 443 habitants.

## Structure administrative de la commune
La commune comprend les villages suivants :
- Awa
- Nyamar
- Bang-Mboum
- Bantahi
- Baoussi
- Bera-Barssaou
- Berem
- Borongo
- Dena
- Digong
- Folifere
- Foundoy-Gaka
- Foundoy-Zom
- Gada Marel
- Gamboukou
- Gangassaou
- Gop
- Holmbali
- Kandi
- Kgangassaou
- Kobi
- Kona Lemoun
- Koubadje
- Lapia-Didango
- Lougguere-Bah Sambo
- Loumo Na-Ngue
- Majer-Malia
- Mamoum
- Mamoumi
- Mandikoum
- Mandjimi
- Mara-Oussoumana
- Massakbat
- Mbalag Modibbo
- Mbang-Bouhari
- Mbarang
- Ndigou Hamadjoda (Mbil-Assora)
- Ndouar-Mayo
- Ngan-Ha
- Ngaoubo
- Ngaoumbam
- Nom
- Nyambarang
- Nyassar
- Nyassey
- Nyoukotondou
- Petit Nyassar
- Pock-Bini
- Sadool-Calmet
- Sadool-Yaya
- Samba-Majer
- Sauta
- Seiwa Laoure-Ngaoudamdji
- Sikito
- Toumbere
- Vack
- Wame
- Wame Petit
- Warack I
- Warack Mandikoum
- Yenwa

## Personnalités nées à Nganha
- Nana Ardo, comédien, né à Awa en 1985